# Abraxas varleyata
Abraxas varleyata là một loài bướm đêm trong họ Geometridae.